# Chemise (fortification)
Pour les articles homonymes, voir Chemise (homonymie).

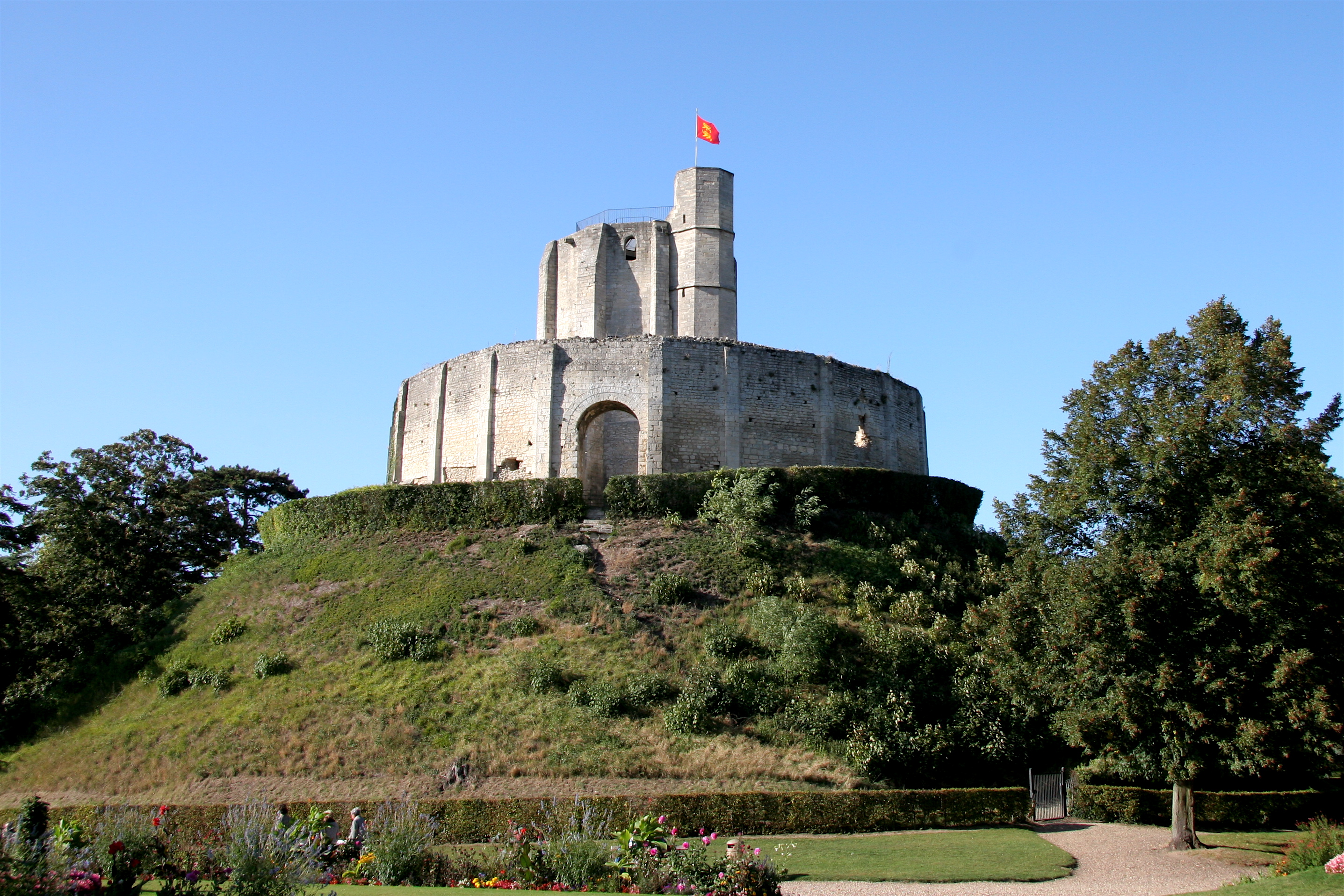
Donjon du château de Gisors, construit sur une motte castrale entourée de sa chemise.

Dans le domaine des fortifications, une chemise est un mur de protection, une muraille, entourant une tour, un donjon ou un autre élément fortifié.

## Historique

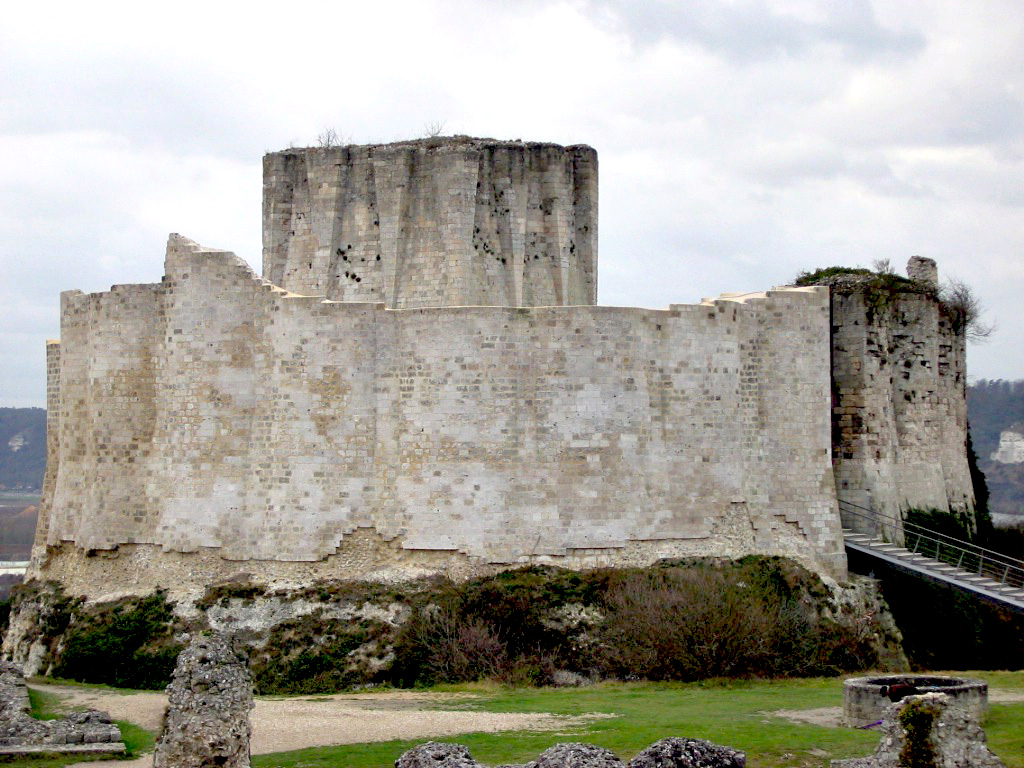
Donjon du château-Gaillard entouré de sa chemise.

La chemise (fortifiée) par analogie avec la chemise (vêtement), habille immédiatement le donjon ou l'élément fortifié.
Elle assure son flanquement au moyen de tours judicieusement réparties. Vestige de la palissade couvrant la motte castrale, elle protège notamment tous les châteaux normands des XIIe siècle et XIIIe siècle.
Ce type de protection fut extrêmement fréquent dans le cas de mottes couronnées de tours maîtresses : l'exiguïté de la plate-forme sommitale autorisait tout au plus la construction d'une enceinte autour de la tour, comme à Château-sur-Epte ou à Provins. Mais la présence d'une motte n'était pas indispensable : le cas de Fréteval le prouve bien, l'enceinte de maçonnerie pouvant remplacer une petite enceinte circulaire de terre.
En général, le terme est réservé aux enceintes ne permettant d'implanter de bâtiments entre leurs murs et la tour : on pense ainsi à la Roche-Guyon, dont la tour à éperon est protégée par deux enceintes parallèles, l'une enveloppante et l'autre simplement appuyée sur les flancs de la première. Cependant, le terme est parfois étendu à des cas tels que l'enceinte sur motte de Gisors, qui entourait la tour maîtresse mais contenait une chapelle et des bâtiments de bois. De la même façon, on peut appeler chemise l'enceinte carrée qui ceinturait la tour maîtresse de Vincennes, bien qu'elle ait accueilli certains logis royaux et une chapelle. Mais on ne l'emploie pas pour les petites enceintes sans tour maîtresse, que les Anglais appellent des shell keeps, c'est-à-dire des « donjon-coquilles », qui sont peu représentées en France (Vatteville-la-Rue).
Une enceinte enveloppante peut aussi n'avoir le caractère de chemise que sur le front d'attaque, s'éloignant du bâtiment qu'elle entoure au revers pour offrir des espaces constructibles : on peut penser à la belle chemise d'Ortenberg, polygonale, qui enserre la tour maîtresse pentagonale, à celle de Château-Gaillard, à celle de Sommières, rectangulaire, voire à la demi-chemise de Coucy, qui enserrait la base de l'énorme tour maîtresse circulaire sur une demi-circonférence, formant l'enceinte castrale.

## Liste d'ouvrages entourés d'une chemise
- Château Gaillard
- Château de Gisors
- Château de Tournoël
- Château du Schrankenfels
- Château de Lavardin

## Source
- Jean Mesqui, Châteaux forts et fortifications en France, Paris, Flammarion, coll. « Tout l'art / Patrimoine », 1997, 493 p. (ISBN 978-2-08-012271-1), p. 123-124.